# Орделаффи, Скарпетта
Скарпетта Орделаффи (Scarpetta Ordelaffi) (ум. 1315) — итальянский кондотьер, правитель Форли в 1295—1315.
Старший сын Теобальдо Орделаффи — вождя гибеллинов Форли. С 1295 фактический правитель города.
В 1296 году участвовал в осаде Имолы, за что был отлучен от церкви.
В 1302 году помирился с папой и получил звание папского викария Форли
.
В 1303 году приютил Данте, изгнанного из Флоренции, и дал ему должность секретаря.
В том же 1303 году потерпел поражение от подеста Флоренции Фульчиери да Калболи.
В 1306 году вместе со своим братом Пино завоевал Бертиноро.
С 1307 капитан народа (capitano del popolo).